# Jacquetta Hawkes
Jassie Jacquetta Hawkes (Cambridge, 5 de agosto de 1910 – 18 de marzo de 1996) fue una arqueóloga y escritora británica.

## Biografía
Nombrada al nacer como Jessie Jacquetta Hopkins, la hija del ganador del Premio Nobel Sir Frederick Gowland Hopkins contrajo primeras nupcias con Christopher Hawkes, un ayudante por ese entonces en el Museo Británico, en 1933. Desde 1953 estuvo casada con J.B. Priestley. Quizás sea principalmente reconocida por su libro Una Tierra (1951). Fue una prolífica escritora de temas bastante alejados de su campo principal. Principalmente estaba interesada por descubrir las vidas de los pueblos reveladas por las excavaciones científicas. Junto a Christopher Hawkes, ella fue coautora de Gran Bretaña Prehistórica (1943) y junto a J. B. Priestley escribió  La Boca del Dragón (1952) y Viaje bajo un Arco iris (1955). Entre sus otros trabajos se incluyen El Mundo del Pasado (1963), Prehistoria (Historia de Humanidad: Desarrollo Cultural y Científico, Volumen 1 Parte 1) (1963) que fuera realizado con el auspicio de la UNESCO, El Atlas de Hombre Temprano (1976) y La Guía Shell de la Arqueología británica (1986).

## Investigación arqueológica

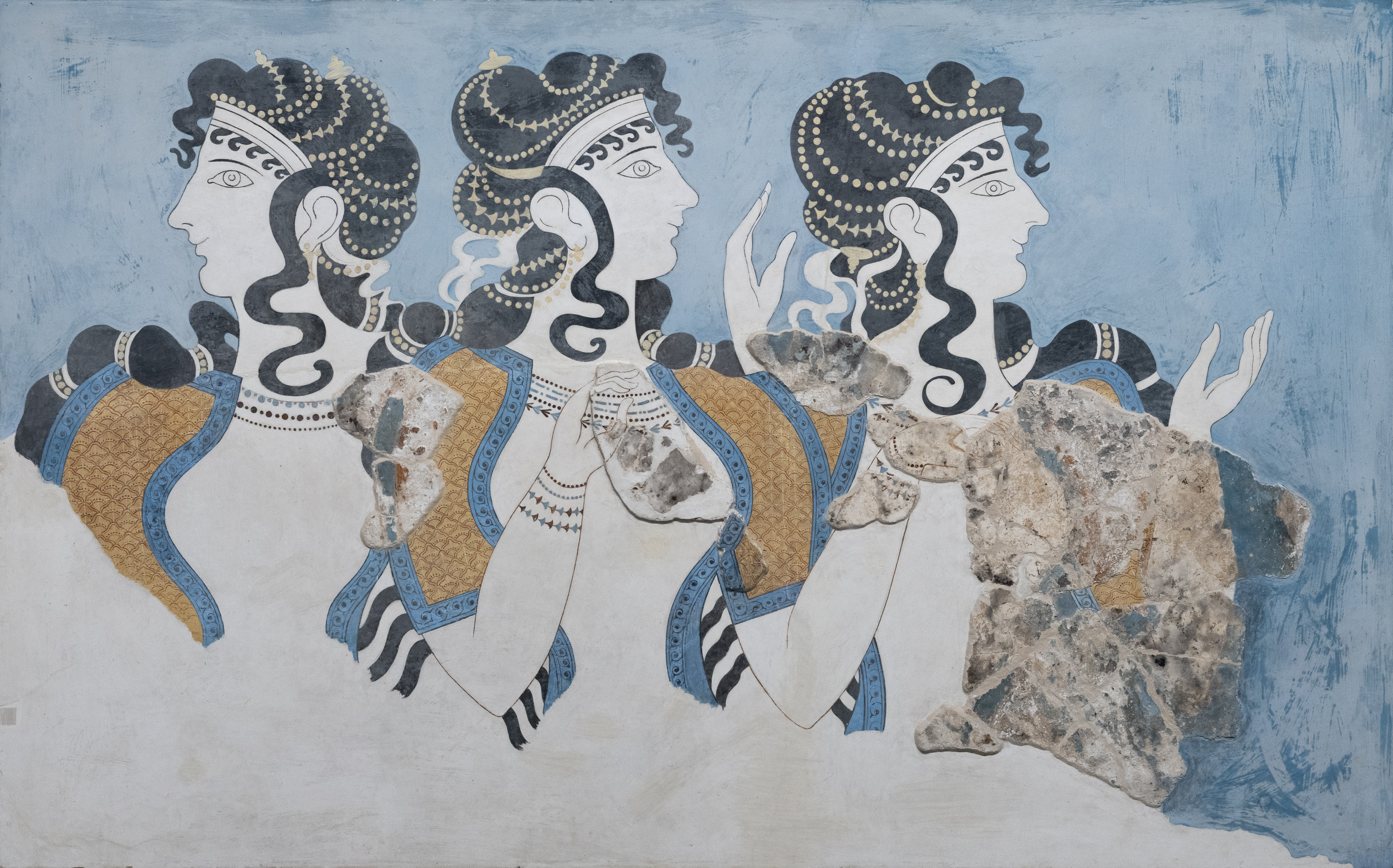
Damas de azul (Knossos, palacio principal)

Hawkes fue la primera mujer en estudiar arqueología y antropología en el Newnham College, Cambridge de donde se graduó con los mejores honores de su clase. 
En su trabajo sobre los Minoicos (El Amanecer de los Dioses, 1968), Hawkes también fue una de las primeras en sugerir que los antiguos minoicos pudieron haber sido gobernados por mujeres; la idea había sido planteada mucho tiempo antes por historiadores de la cultura y la religión (por ejemplo, Joseph Campbell) y por otros colectivos fuera de la comunidad académica, algunos de ellos feministas. Hawkes notó que había pocas o ninguna evidencia de la existencia de un gobernante minoico de género masculino, mientras que la evidencia era abundante para el caso de tales gobernantes entre los egipcios, hititas, asirios y otras sociedades contemporáneas.  Además, en el arte minoico abundan las imágenes que representan a mujeres fuertes y poderosas, donde tanto hombres como mujeres son representados utilizando vestimenta elegante y provocativa y algunas veces manejándose en términos iguales; mientras que el arte egipcio, asirio y griego clásico, las mujeres (no así las Diosas) nunca son mostradas como iguales a los hombres.  Hawkes afirmó que "la ausencia de manifestaciones del hombre gobernante y todopoderoso, tan extendida durante estos momentos y en esta etapa de desarrollo cultural que se convierte en prácticamente universal, es una de las razones para suponer que los ocupantes de los tronos minoicos pudieron haber sido reinas " (El Amanecer de los Dioses, página 76).
Ella también notó el evidente amor por la naturaleza, tanto salvaje como domesticada, en el arte y la arquitectura minoica; la carencia de una búsqueda de monumentalidad en los palacios y la ausencia de la guerra y otros motivos que representaran un sentido de destino, culpa y melancolía en el arte minoico, en marcada oposición a la fuerte, premonitoria y guerrera arquitectura micénica, y la fuerte presencia de temas relacionados con el destino, la heroicidad marcial y la culpa moral en la mitología griega más tardía. A pesar de que no sabemos prácticamente nada acerca del contenido concreto de los mitos y el folclore minoico, aquellos temas del tipo anteriormente mencionado - guerra, destino, culpa, maldiciones - ni siquiera parecen haber ocupado un lugar dentro del arte de este periodo, algo también remarcado por Hawkes. Esta visión sobre las diferencias entre la Grecia Minoica y la Micénica continúa siendo controversial, pero también sirvió como impulso para la discusión sobre Creta, su religión, la naturaleza de su monarquía y la amplia gama de relaciones entre las culturas griegas minoicas, micénicas y otras más tardías.

## Vida personal
Ella conoció a Christopher Hawkes, en una excavación durante sus estudios en Cambridge, y se casó con él cuando tenía 22 años. Su único hijo, Nicholas, nació en 1937.
Un romance durante la guerra con el poeta Walter Turner fue seguido por otro con J. B. Priestley. Se casó con este último en 1953, luego de que ambos ya se habían divorciado. Hawkes y Priestley permanecieron física, emocional e intelectualmente vinculados hasta sus muertes.

## Excavaciones y artículos arqueológicos
- 1956 The Longstone, Mottistone, Isla de Wight, Inglaterra.